# Воблер (реклама)
Воблер (англ. разг. Wobbler — наживка, приманка) — рекламный элемент любой формы, напечатанный на бумаге и вырубленный. Одна из разновидностей печатной рекламы, относится к рекламным POS-материалам. Воблер, как правило, имеет пластиковую гибкую ножку, на которую прикрепляется к POS-терминалу или торговой стойке. Иногда вырубается без ножки, и навешивается на рекламируемое или продаваемое изделие.